# Грановитая башня (Смоленск)
Грановитая башня (Владиславов бастион, Владиславов пролом, Крепость Ковалье, Круглая башня, Малый вал, Сигизмундов шанец, Шеинова башня, Шеинов бастион, Шеин пролом, Шейнов бастион, Шейный пролом) — одна из несохранившихся до наших дней башен Смоленской крепостной стены.

## Местонахождение и внешний вид
Грановитая башня находилась на территории нынешнего Парка Пионеров, в 50-60 метрах к югу от места примыкания друг к другу улиц Барклая-де-Толли и Маршала Жукова, на северо-восток от кинотеатра «Октябрь», между башнями Антифоновской и Моховой. Представляла собой шестнадцатигранную глухую башню.

## История
Грановитая башня получила своё название по двум причинам: потому что была шестнадцатигранной, а также потому, что она была самой южной точкой крепостной стены, на грани её поворота от Антифоновской башни к Моховой.
Башня была полностью разрушена во время осады Смоленска московским войском воеводы Михаила Шеина в 1632—1634 годах. Ещё до взрыва обороняющиеся поляки с внутренней стороны башни насыпали большой земляной вал, и атака была отбита. Земляной вал частично сохранился до наших дней, и является одной из достопримечательностей Смоленска, известной под названием «Шеинов бастион». В месте, где от взрыва пострадали прясла крепостной стены, был насыпан земляной вал длиной в 30 метров и шириной в 10 метров. В 1706—1708 годах по приказу Петра I на месте пролома, где ранее была Грановитая башня, был насыпан бастион, который был назван по имени инженера, руководившего работами — «крепостью Ковалье». В том валу, который ранее был насыпан на месте взорванного прясла, были размещены караульная и пороховой погреб. В 1819 году при перепланировке района бастион был разобран. В 1905 году его остатки, существующие и по сей день, вошли в комплекс Сосновского сада (ныне — Парк Пионеров).